# Muhàmmad Kasim Mirza
Muhàmmad Kasim Mirza ibn Kutb al-Din Muhàmmad (1422 - 1447 o més tard) fou un príncep timúrida, fill de Kutb al-Din Muhàmmad Txuqi i net de Xah Rukh. A la mort del seu pare Kutb al-Din Muhammad Txuqi, el 1445, va rebre la província de Balkh i dependències, conjuntament amb el seu germà Abu Bakr ibn Kutb al-Din Muhammad. A Muhammad Kasim li van correspondre les terres al sud del riu Amudarià, amb Balkh, Shapurkan, Kunduz i Baghlan. Al saber-se la mort de Xah-Rukh a Rayy el 13 de març de 1447, Abu Bakr en un cop de mà es va apoderar de Balkh.